# Iglesia de Nuestra Señora del Pilar y San Lorenzo
La iglesia de Nuestra Señora del Pilar y San Lorenzo, también llamada del Real Convento de Nuestra Señora del Pilar de Religiosos Dominicos sita en la calle Guillem de Castro de la ciudad de Valencia (España) tuvo su origen en 1611 siendo de estilo barroco.
El convento debía estar compuesto por doce religiosos predicadores y confesores que atenderían los últimos momentos de los ajusticiados y de los enfermos del hospital, situado en zona muy próxima.
Entre 1667 y 1730 se realizó la edificación de la Iglesia, de una gran nave cubierta con bóveda de medio cañón rebajado, capillas entre los contrafuertes y cúpula sobre pechinas en el crucero.
La fachada principal del templo se resuelve en un imafronte de ondulado perfil en su remate, adornado con pináculo central y bolas a los extremos.
La torre campanario, de escasa altura y planta rectangular, consta de tres cuerpos. El de las campanas se adorna con balaustradas, uno o dos ventanales por lado, de arco de medio punto trasdosado. La terraza se decora con amplia cornisa y cuatro pináculos.
El interior de la Iglesia destaca por su buena conservación, presentando en toda su pureza una decoración barroca a base de rosetas, plafones y escayolas profusamente doradas, lo que contrasta finamente con el blanco de los paramentos y bóvedas. Tan elegante conjunto se completa con un gran zócalo de azulejería del siglo XVIII, decorado con temas florales e historiados.